# Servei de Biblioteques del Front
El Servei de Biblioteques del Front (SBF) fou un servei de biblioteques mòbils creat per decret de la Generalitat el 17 de febrer de 1937, a instàncies del conseller de Cultura, Antoni M. Sbert, que pretenia omplir el temps de lleure dels soldats, tant a la rereguarda com a les trinxeres, i també el dels soldats atesos als hospitals durant la convalescència. Tenia la seu central a Barcelona i dues subcentrals, una a Cervera (front del Nord i del Centre) i una a Tarragona (front sud d'Aragó), des d'on els llibres eren distribuïts a Sarinyena i a Alcanyís, respectivament.
Va comptar amb 50.000 volums en unes 200 biblioteques viatgeres, que eren uns armaris de fusta amb unes potes de ferro i amb capacitat per a 200 llibres, que podien ser transportats entre dues persones. Per al trasllat dels llibres al front es va implantar el servei d'un bibliobús.

## Història
Des del començament de la Guerra Civil espanyola hi va haver nombroses iniciatives, tant públiques com privades, per al trasllat de llibres al front. Les biblioteques populars van prendre la iniciativa de començar a enviar llibres als soldats abans que es fundés el Servei de Biblioteques del Front i també ho va fer el Comissariat de Propaganda de la Generalitat de Catalunya. Cal tenir present que des del començament del conflicte sortien a la premsa sol·licituds d'alguns partits polítics i escriptors perquè s'enviessin llibres per als combatents i els ferits.
El llibre El Servei de Biblioteques del Front 1936–1939 —fins ara la monografia més documentada sobre aquest organisme— mostra molts exemples d'aquesta mobilització voluntarista a escala popular i dels partits polítics vers els soldats republicans, gràcies a la qual es va arribar a enviar al front més de 15.000 volums en tres mesos. Les trameses de llibres van anar augmentant i aviat es va veure la necessitat d'organitzar el Servei de Biblioteques del Front. El servei pretenia omplir el temps de lleure dels soldats, tant a la rereguarda com a les trinxeres, i també el dels soldats atesos als hospitals durant la convalescència. Sens dubte també es pretenia aixecar la moral dels soldats. El referent d'aquesta experiència va ser l'organització de biblioteques circulants amb servei de préstec per als combatents americans durant la Primera Guerra Mundial.
És molt representativa la tasca duta a terme per l'Agrupació d'Escriptors Catalans des del començament de la guerra per explicar la gestió o el posicionament de l'Administració catalana: «Francesc Trabal, membre de l'Agrupació, va exposar al conseller de cultura Antoni M. Sbert la seva idea de cultura militant, revolucionària i catalanista, que contraposava al reformisme burgès que havia imperat fins abans de la guerra. Es commina a crear un comitè en el qual membres de l'Agrupació d'Escriptors, l'Agrupació Escola de Bibliotecàries i la Direcció de Biblioteques Populars estudiessin la incorporació de nous fons catalans a les biblioteques populars […]. Aquest pensament catalanista i socialitzador serà el que impregnarà la cultura catalana de guerra i, així mateix, serà el substrat en què sorgirà el futur servei bibliotecari».
L'activitat legislativa avançava ràpidament i es va encomanar a l'Agrupació d'Escriptors Catalans, el 23 de juliol de 1936, l'organització del règim editorial a Catalunya per tal que analitzés la indústria editorial en llengua catalana i proposés també les publicacions, per la qual cosa es creà un Comitè d'Edicions Catalanes. La Institució de les Lletres Catalanes neix el setembre de 1937 i recull la tasca portada a terme fins aleshores per la Comissió de les Lletres Catalanes. El mateix dia, per decret, es constitueixen els Serveis Culturals del Front.

## Bibliotecàries
Maria Felipa Español i Rosa Granés s'havien presentat voluntàries per a fer de bibliotecàries del front i quan el servei es va crear formalment van ser les primeres a formar-ne partː Español destinada a la subcentral de Sarinyena, i Granés a Tarragona i a la subcentral d'Alcanyís, que va arribar a abastar tot el sector sud del front d'Aragó. Concepció Guarro va ser bibliotecària de la seu Central de Barcelona. Maria Ponjoan era interina a la Biblioteca de Calella i aviat s'integrà al SBF, primer a la seu Central i després amb el Bibliobús, en els itineraris d'hospitals. També Concepció de Balanzó viatjava en el bibliobús quan tingué un accident en què va perdre la vida. Aurora Díaz-Plaja deixà la biblioteca de Canet on treballava i s'incorporà també al servei per treballar a les biblioteques dels Hospitals de Sang i a les bateries de la costa.